# Rory Scholes
Pour les articles homonymes, voir Scholes.
Pas d'image ? Cliquez ici

a Compétitions nationales et continentales officielles uniquement.

b Matchs officiels uniquement.
Dernière mise à jour le 21 avril 2024.
Rory Scholes est un joueur nord-irlandais de rugby à XV évoluant au poste d'ailier. Il évolue actuellement au CA Périgueux.

## Carrière

### Débuts avec l'Ulster (2013-2016)
Rory Scholes joue tout d'abord avec l'équipe amateur des Belfast Harlequins dans le championnat d'Irlande.
Il fait ses débuts professionnels en tant que titulaire avec l'Ulster lors de la saison 2013-2014 du Pro12 le 7 février 2014 face aux gallois des Ospreys. 
Par la suite, il inscrit son premier essai au cours de la deuxième journée de la saison 2015-2016 du Pro12 face aux Scarlets. Lors de cette saison, il découvre la coupe d'Europe en effectuant son premier match contre le Stade toulousain avec une victoire écrasante 38-0. Quelque temps plus tard, il marque son premier en essai en compétition européenne face à Oyonnax (victoire 23-24) mais son équipe ne parvient pas à se qualifier pour les phases finales terminant deuxième de sa poule derrière les Saracens. Au cours de cette saison, il inscrit cinq essais en dix-sept matchs toutes compétitions confondues.

### Transfert à Édimbourg puis au Connacht (2016-2018)
En mars 2016, il s'engage avec l'équipe d'Édimbourg Rugby pour une durée de deux saisons en raison de la forte concurrence qu'il subit à son poste en Ulster (avec les internationaux Tommy Bowe, Craig Gilroy, Andrew Trimble et Charles Piutau). Il dispute son premier match face aux Cardiff Blues lors de la première journée de la saison 2016-2017 du Pro12 et inscrit son premier essai face à cette même équipe lors de la seizième journée. Au cours de cette saison, il inscrit deux essais en dix matchs.
Cependant, il repart en Irlande dans la province du Connacht pour la saison 2017-2018. Il dispute son premier match lors de la troisième journée du Pro14 face aux Dragons RFC, il ne joue au total que trois matchs durant cette saison.

### Départ en France (2018-)

#### À Brive (2018-2020)
En novembre 2018, il est recruté par le CA Brive jusqu'à la fin de saison en tant que joueur additionnel à la suite de nombreuses blessures au sein de l'effectif briviste lors de la saison 2018-2019. Il dispute son premier match lors de la treizième journée de Pro D2 face au Stade montois mais voit son équipe s'incliner 19-14. Lors de la dernière journée du championnat, il inscrit son premier essai pour les Brivistes, permettant leur victoire 20-18 face à l'Aviron bayonnais. Son club est promu en Top 14 et prolonge Scholes jusqu'à la fin de la saison 2019-2020. 
Il inscrit son premier essai dans cette compétition lors de la treizième journée face au Montpellier Hérault rugby. Cependant, en mars la saison est suspendue après le début de la propagation de la pandémie de Covid-19 en France et est ensuite interrompue définitivement. Le contrat de Scholes n'est pas renouvelé et se voit quitter le club après trois essais marqués en vingt-deux matchs,.

#### À Périgueux (2021-)
Après plusieurs matchs joués pour le compte du rugby à sept dans le cadre du Supersevens 2021, il signe pour le CA Périgueux pour la saison 2021-2022 de Fédérale 1. Il dispute son premier match lors de la quatrième journée face au RC bassin d'Arcachon mais voit son équipe s'incliner 13-18. La journée suivante, il marque son premier essai et contribue à la victoire des Périgourdins 13-46 face au RC Drancy. Durant la saison, il inscrit un total de dix essais en treize matchs et contribue à la promotion de son équipe en Nationale 2 en terminant premier de leur poule, mais il manque les phases finales dû à une blessure à l'épaule en avril. 
Il ne retourne à la compétition qu'au cours de la troisième journée de la saison 2022-2023 contre l'Anglet olympique rugby club et marque un essai la journée suivante face au CA Lannemezan. En janvier, lors de la treizième journée, il se blesse de nouveau, cette fois à la hanche, face à l'US Tyrosse et est écarté des terrains pendant deux mois, faisant son retour lors de la vingtième journée face à l'US Marmande,. Au cours de cette saison, il inscrit sept essais en treize matchs et devient champion de France de Nationale 2, après que le CA Périgueux ait disposé du CS Vienne 39-20.
Lors de la saison 2023-2024 de Nationale, il inscrit trois essais en douze matchs mais lors de la dix-septième journée du championnat, il se blesse gravement à la cheville et au tibia, lors d'une rencontre face à l'US bressanne et est donc absent plusieurs mois.

### Carrière internationale
En 2013, il intègre l'équipe d'Irlande des moins de 20 ans pour disputer le Tournoi des Six Nations des moins de 20 ans, il dispute son premier match en janvier contre l'équipe du pays de Galles (défaite 17-15). Lors de la deuxième journée, il inscrit ses premiers points et contribue à la victoire de son équipe 16-15 face à l'équipe d'Angleterre. À l'issue du tournoi, Scholes a inscrit deux essais en cinq matchs tandis que les Irlandais terminent la compétition à la troisième place. Il participe ensuite au championnat du monde junior et inscrit quatre essais en cinq matchs dont deux face à l'équipe d'Australie,, mais voit son équipe terminer à la huitième place, s'inclinant 17-40 contre les Baby Blacks.

## Palmarès
- CA Périgueux
  - Vainqueur du Championnat de France de Nationale 2 en 2023.